# Batido

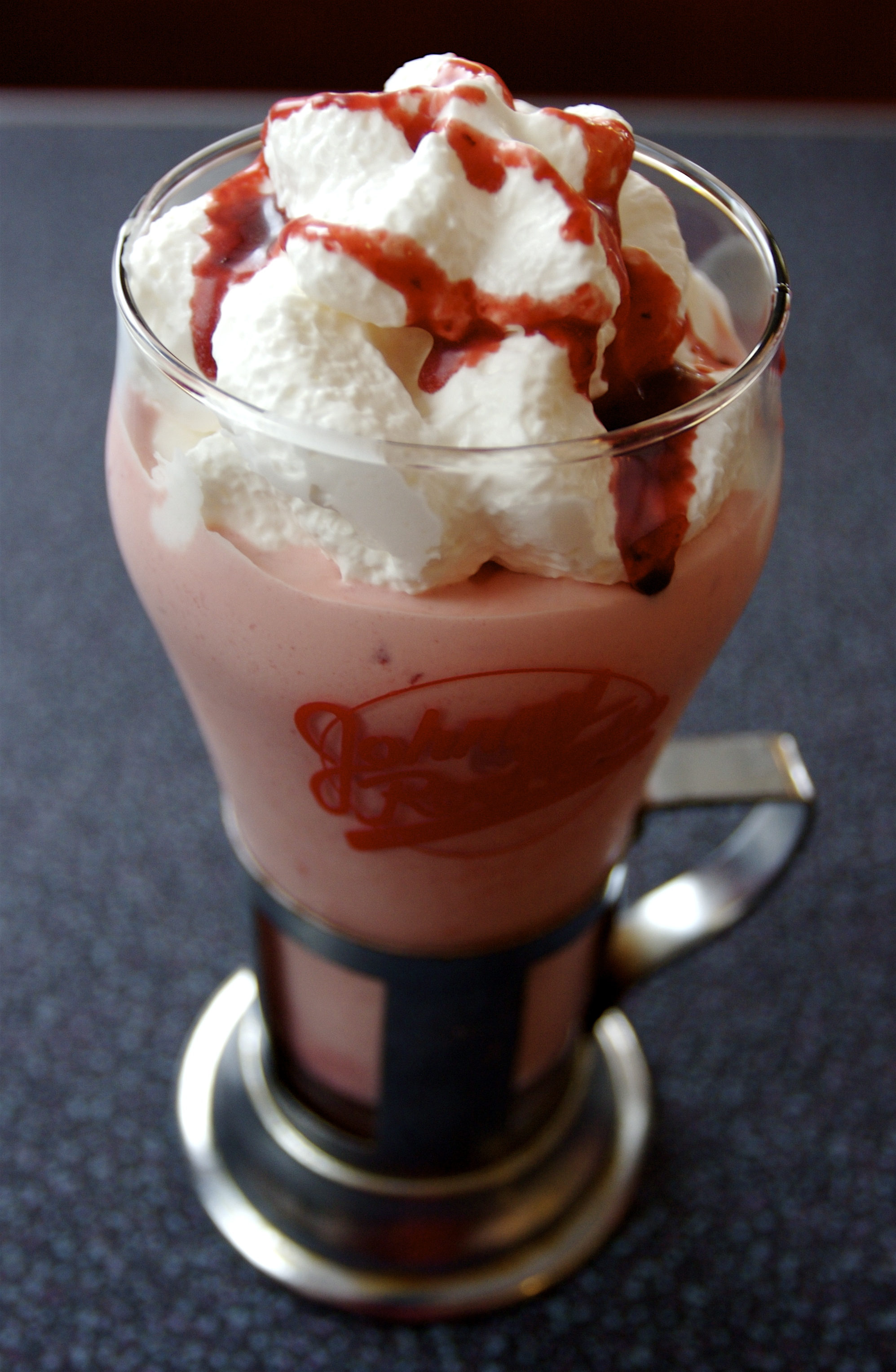
Batido de morango com cobertura de chantili

Batido é uma bebida espessa obtida pela liquefação em leite ou água de fruta, legumes ou outros ingredientes, tendo os principais sabores como morango, chocolate, baunilha e caramelo. Dependendo da região e dos ingredientes usados, pode ser denominado batido de leite, leite batido, frapê, vitamina ou milk-shake (pronúncia: "milque-xeique" ou "mílc-cheic").
Pode ser adoçado com açúcar, mel ou leite condensado. Não se costuma adoçar o milk-shake, pois geralmente usa-se sorvete de baunilha/creme, morango ou chocolate para prepará-lo, além de caldas/coberturas de vários sabores.
Nada impede que se misturem vários alimentos ou mesmo que se coloque gelo, quando se quer o batido gelado. É uma bebida bastante popular no café da manhã em algumas regiões, em especial aqueles à base de cereais e que podem ser preparados quentes. No entanto, não há uma tendência genérica de horário de seu consumo, variando de acordo com a cultura alimentar e o clima local. O batido de leite com frutas é muito consumido por pessoas preocupadas com a preparação física, por ser considerada mais saudável que o consumo de cafeína ou o chocolate.

## Preparação

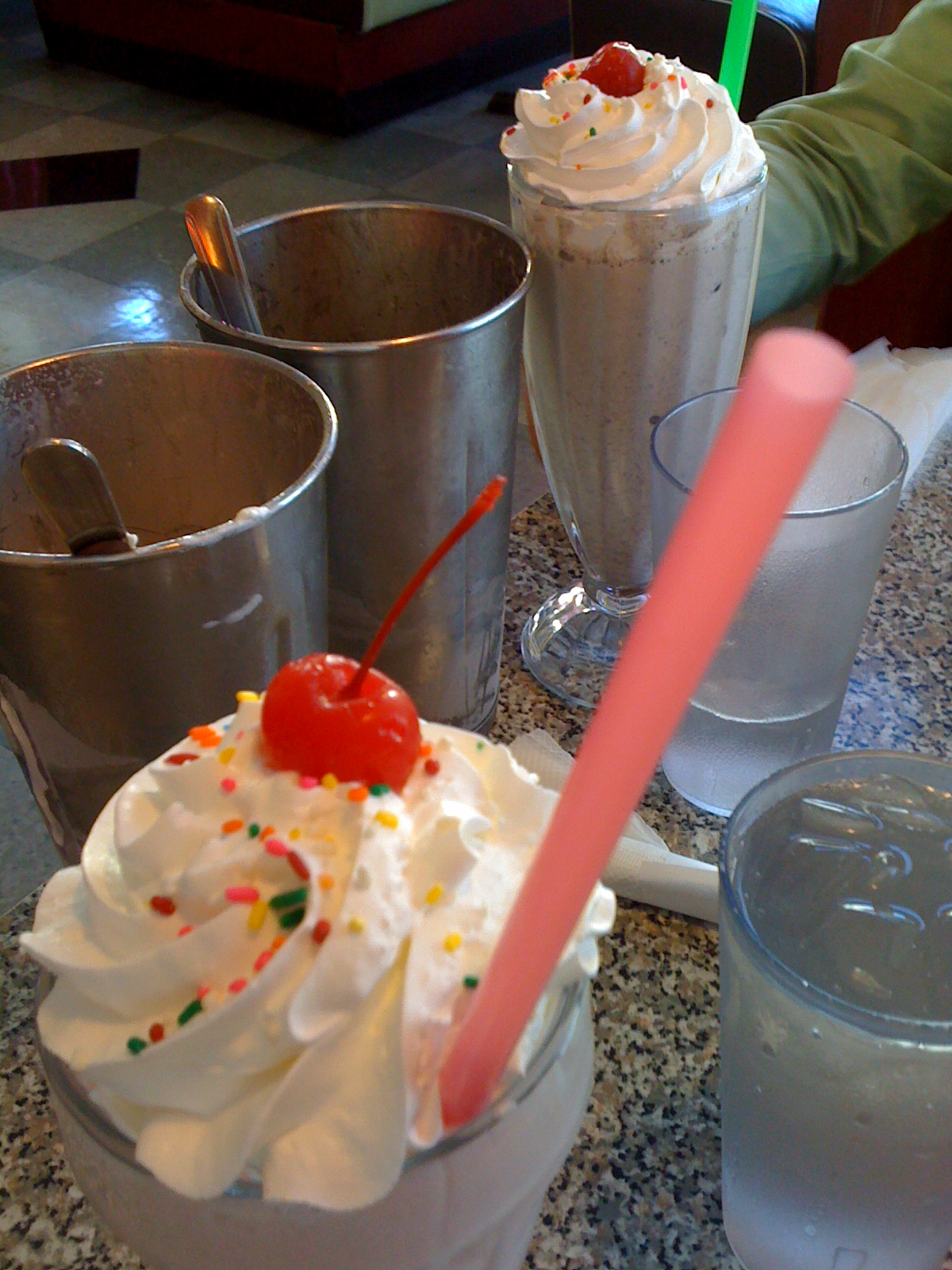
batidos de lanchonete são geralmente preparados em um copo de metal (aço ou alumínio) e servidos em um copo alto, acompanhados de coberturas e um canudo. Como os copos de metal são geralmente maiores do que os copos normais, o restante do batidos pode ser servido no copo de mistura com uma colher. Na foto, um batidos de morango e um outro de chocolate. Cada um com creme chantili, granulado e uma cereja marrasquino

O batido é uma bebida que combina leite e sorvete batidos. Normalmente a bebida é feita a base de sorvete batido com leite e adornado com calda de chocolate, morango ou caramelo.
O sabor do milk-shake pode ser enriquecido com polpa de fruta ou achocolatado em pó, por exemplo, ou mantido simplesmente pelo sabor do sorvete usado. Cabe então tomar a devida atenção, diferenciando estas duas diferentes bebidas, que se assemelham em aparência e por serem à base de leite, mas que, no entanto, são conhecidas por nomes diferentes: milk-shake e vitamina ou "batido de leite" (em Portugal), ou ainda conhecido pelos mais antigos como "leite batido", no Brasil.
No Brasil, o termo é usado para se diferenciar a vitamina de frutas do leite batido com sorvete. A principal distinção entre as duas bebidas é que o milk-shake é composto por leite e sorvete batidos com o acréscimo opcional de algum sabor de fruta ou chocolate, enquanto a vitamina é resultado do leite batido com uma ou mais frutas.

## História

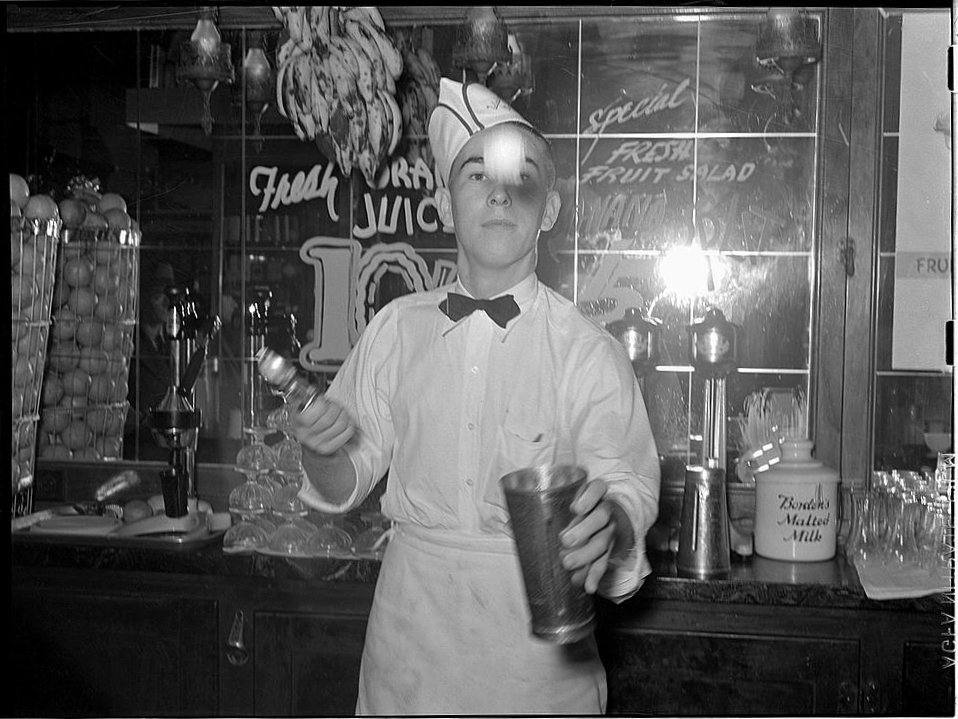
O leite maltado era usado como ingrediente para o batido

Quando a palavra milk-shake foi usada pela primeira vez na imprensa, em 1885, os milk-shakes eram uma bebida alcoólica com whisky. Entretanto, por volta de 1900, o termo passou a ser usado para se referir a uma bebida batida feita de xarope de chocolate, morango ou baunilha. No início da década de 1900, as pessoas começaram a pedir pela nova bebida, frequentemente acompanhada de sorvete. Nos anos 1930, os milk-shakes se tornaram muito populares nas malt shops, típicos pontos de encontro de estudantes na época.

## Formas de preparo
Entre as diversas composições do batido de leite, as mais comumente encontradas são:
Vitaminas, batido a base de frutas como:
- Abacate (abacatada ou creme de abacate)
- Açaí
- Banana (bananada)
- Carambola
- Coco
- Maçã
- Mamão
- Melão
- Morango

batidos, batido a base de sorvete, leite e algum sabor adicional como:
- Baunilha (creme)
- Chocolate
- Coco
- Morango
- Ovomaltine
- Oreo

Mingaus ou batidos, base de cereais como:
- Aveia
- Trigo